# Toshihiro Hasegawa
Toshihiro Hasegawa (Tokyo, 24 agosto 1996) è un lottatore giapponese, specializzato nella lotta libera. Vincitore della medaglia di bronzo ai mondiali di Oslo 2021 e ai campionati asiatici di Biškek 2018.

## Palmarès
| Anno | Manifestazione             | Sede       | Evento | Risultato | Note |
| ---- | -------------------------- | ---------- | ------ | --------- | ---- |
| 2013 | Mondiali cadetti           | Zrenjanin  | 50 kg  | Bronzo    |      |
| 2014 | Campionati asiatici junior | Ulan Bator | 55 kg  | 11º       |      |
| 2015 | Mondiali junior            | Salvador   | 55 kg  | 11º       |      |
| 2018 | Campionati asiatici        | Biškek     | 57 kg  | Bronzo    |      |
| 2018 | Mondiali U23               | Bucarest   | 57 kg  | Oro       |      |
| 2021 | Mondiali                   | Oslo       | 61 kg  | Bronzo    |      |